# Worms Reloaded
Worms Reloaded (с англ. — «Червяки: Перезагрузка») — двухмерная компьютерная игра, пошаговая стратегия, разработанная и изданная компанией Team17 в 2010 году и являющаяся частью серии Worms. Игра основана на Worms 2: Armageddon.

## Игровой процесс
Игровой процесс, как и в других играх серии Worms, основан на противостоянии команд, состоящий из нескольких червячков.
Перед началом матча по всей карте раскидываются червячки разных команд. Каждый червь имеет определённое количество очков здоровья. Если червячок будет атакован вражеским или своим оружием, или если он упадёт с большой высоты, то очки здоровья отнимаются. Пополнять здоровье можно с помощью аптечек — они падают с неба через несколько ходов. Также червь может подбирать оружие и бонусы.
Матч поделён на ходы, которые поочерёдно даются каждой команде. Во время хода игрок может перемещаться по карте, атаковать противника и другое. На каждый ход отведено определённое количество времени. Игрок побеждает, если он убил всех противников, и при этом не потерял всех своих червячков.

### Режимы
В игре присутствует несколько режимов. Каждый из них имеет свои правила и особенности.
- Быстрая игра (англ. Quick Game) — случайно генерируемые карты и правила.
- Создаваемая игра (англ. Custom Game) — игрок сам выбирает правила, карту и другие параметры.
- Обучение (англ. Training) — помогает научиться основам игры. Включает 3 учебных пособия и 3 различных полигона.
- Кампания (англ. Campaign) — состоит из 35 уровней, открывающихся последовательно (5 последних миссий дополнительные, их надо покупать через магазин в игре, за очки, набранные в основной кампании).
- Война (англ. Warzone) — ещё 31 миссия в кампании, которая настроена для продвинутых игроков.
- Отстрел (англ. Bodycount) — вы будете выживать только с одним червём, против бесконечных набегов вражеских червей, у которых с каждом разом на 10+ больше здоровья.

## Отзывы и продажи
| Сводный рейтинг | Сводный рейтинг |
| Агрегатор       | Оценка          |
| --------------- | --------------- |
| GameRankings    | 81,15 %         |

Летом 2018 года, благодаря уязвимости в защите Steam Web API, стало известно, что точное количество пользователей сервиса Steam, которые играли в игру хотя бы один раз, составляет 1 289 109 человек.